# Khuê ai lục
Khuê ai lục (Ghi nỗi đau buồn về chuyện phòng khuê) là một sáng tác văn học của nhà sử học, nhà văn, nhà thơ Việt Nam Ngô Thì Sĩ.

## Giới thiệu sơ lược
Khuê ai lục được Ngô Thì Sĩ khởi sự viết vào năm 1770, tức ngay sau khi người vợ kế mất (30 tháng 8 năm 1770), và hoàn thành sau đó một vài năm. 
Đây là tác phẩm văn học bằng chữ Hán, gồm 17 bài thơ, khúc; hai đôi liễn đối (trong đó có một đôi của Phạm Nguyễn Du tặng); 10 bài văn tế và một tiểu truyện theo thể văn xuôi.
Có thể xem Khuê ai lục là một tập ghi chép lại diễn biến tâm trạng của tác giả khi người vợ yêu của ông chết trẻ (29 tuổi) trong lúc sinh nở, mà ông vì bận việc quan ở Nghệ An, không về kịp.
Người vợ ấy chỉ sống với Ngô Thì Sĩ chưa được bảy năm. Nàng vốn thông minh, đẹp, tài hoa và nết na. Thuở trẻ, cha mẹ nàng đã cho học múa hát, định đem tiến cung nhưng nàng không thuận. Nàng cũng đã từ chối một vài nơi quyền quý đến dạm hỏi, nhưng lại nhận lời về làm vợ Ngô Thì Sĩ, dù ông nhiều tuổi hơn và đang gặp hoàn cảnh hết sức khó khăn: vợ đầu chết năm 32 tuổi (cũng vì lý do sinh nở) để lại năm con nhỏ, còn ông thì mới được giữ một chức quan thấp ở phủ chúa, lương bổng không nhiều. Vì vậy, đối với nàng, ông vừa yêu, vừa trọng.

## Giá trị trong văn học Việt
PGS.TS Trần Thị Băng Thanh viết: 
Cả hai lần vợ mất, Ngô Thì Sĩ đều bận việc công vắng nhà. Đó là nỗi ân hận, xót xa suốt những năm tháng còn lại của cuộc đời ông, đặc biệt là đối với người vợ kế, người mà ông rất mực yêu thương.
Nếu như theo quan niệm nhà nho "người ta không sụt sùi trước một người đàn bà" (Nguyễn Đổng Chi), thì trái lại Ngô Thì Sĩ đã vật vã đau đớn thật sự khi mất vợ. Trước nỗi bất hạnh to lớn không thể chia sẻ cùng ai, ông đã gửi gắm mọi suy nghĩ, tình cảm của mình vào Khuê ai lục. Đó là sự thấp thỏm khi ra đi làm quan phải để người vợ đau ốm ở lại; nỗi lo lắng đến bồn chồn trên đường trở về khi được tin bệnh nàng trở nên nguy kịch, và cuối cùng là nỗi đau xót lúc đứng bên chiếc quan tài...Tiếp theo sự bàng hoàng đến ngơ ngác của những ngày tang lễ là tâm trạng cô đơn trống trải, là nỗi nhớ tiếc đến vật vã mỗi khi nhìn đến những kỷ vật của nàng còn để lại: cây đàn, quyển sách, gương lược, giỏ may, chiếc giường nằm giản dị, những bõ quần áo xuềnh xoàng và nhất là khi nhìn hai đứa con thơ dại vẫn bi bô cười nói...
Cũng theo Trần Thị Băng Thanh, thì trong văn học Việt Nam cũng như văn học phương Đông thời phong kiến, loại văn viếng, tế người đã khuất được phổ biến từ lâu. Nhưng dần dần nhiều tác phẩm loại này đã trở thành khuôn sáo, không còn giá trị biểu cảm nữa. Khuê ai lục, trái lại, tác giả đã không hề "làm văn", nhưng mỗi lời ở trong đấy đều rất truyền cảm, rất chân thật, khiến nó thấm vào lòng người đọc cho đến hôm nay, làm nên "tính hiện đại" của tác phẩm.
Thêm nữa, là từ tiếng khóc riêng tư, Ngô Thì Sĩ đã phản ánh một số nét tâm trạng chung của tầng lớp Nho sĩ Việt Nam ở thế kỷ 18, tức giai đoạn khủng hoảng sâu sắc của Nhà nước phong kiến Lê-Trịnh. Đó là mối băn khoăn về những quan hệ bước đầu rạn nứt giữa hạnh phúc cá nhân và lý tưởng phong kiến. Hơn một lần, Ngô Thì Sĩ đã phải thốt ra lời cái ý nghĩ day dứt này: Nếu sớm biết vì làm quan xa mà phải ly biệt đau khổ đến thế, thì chức vạn hộ hầu có đáng kể gì. Mặt khác, tác phẩm này cũng đã cho thấy cách nhìn khá tiến bộ của Ngô Thì Sĩ về vai trò của người phụ nữ trong tình yêu, trong gia đình.
Qua đó, cũng có thể xem ông là nhà thơ tình sớm nhất trong văn học Việt. Vì trước ông, chưa tìm thấy một nhà văn nào có cả tập (như Khuê ai lục) nói về người vợ, người tình một cách thâm trầm da diết đến vậy.
Và với Khuê ai lục, Ngô Thì Sĩ đã đóng góp vào dòng văn học trữ tình Việt Nam một nét mới: "màu sắc cận đại của tiếng khóc vợ" (Nguyễn Đổng Chi). Nét mới ấy đã có ảnh hưởng rộng rãi trong giới văn nhân đương thời và sau này. Chứng cớ là sau Khuê ai lục đã xuất hiện khá nhiều tác phẩm cùng một chủ đề như: "Đoạn trường lục" (Ghi chuyện đứt ruột), "Nhâm Thìn lục" (Ghi chuyện năm Nhâm Thìn), "Ngẫu Ức" (Nỗi nhớ tình cờ) của Phạm Nguyễn Du; "Lâm trình ngữ nội" (Sắp lên đường nói với vợ), "Đăng trình kỷ muộn" (Ghi lại những nỗi buồn lúc lên đường) của Phan Huy Ích; các tác gia trong Ngô gia văn phái với "Hoài nội", "Khuê tư lục", và cả Phạm Thái với "Văn tế Trương Quỳnh Như"...

## Trích tác phẩm
| Phiên âm Hán-Việt: Chu trung độc tọa hữu hoài (Nhị thủ) Nhất niên lưỡng độ viễn đăng trình, Lưỡng biệt khuê nhân độc giá hành. Hướng vãng trì hồi do hữu thuyết, Kim lai thê khổ nhược vi tình. Thiều thiều chích bách đề thiên lý, Ám ám hàn đăng dạ ngũ canh. Bất thức sảng linh thùy cố phủ, Hình thần tiều tụy vị tư khanh. Ân lân tương phủ hốt tương quyên, Hàn thự tuần tuần tiết hậu thiên. U thất trầm trầm không ế ngọc, Trường giang điếu điếu độc đăng thuyền. Thiên nả khá vấn đổi nhiên hắc, Nguyệt bạch vô tình nhậm địa viên. Dao ký Thanh Hoa hoàn vãng nhật, Tính chu đàm ngoạn cánh hà niên? | Dịch nghĩa: Ngồi một mình trong thuyền tưởng nhớ I Một năm hai lần lên đường đi xa, Hai lần từ biệt vợ, ra đi một mình. Lần trước về chậm còn có cớ mà nói, Ngày nay buồn khổ, làm thế nào cầm lòng được. Thuyền đi lẵng đẵng, đường nghìn dặm, Ngọn đèn lạnh mờ mờ, suốt năm canh. Chẳng biết linh hồn nàng có đoái tưởng đến ta chăng Ta thì hình thần tiều tụy chỉ vì nhớ nàng. II Yêu thương ở cùng nhau, (thế mà) bỗng nhiên bỏ nhau Tiết trời nóng lạnh cứ tuần tự mà thay đổi. Người thì đã bị chôn vùi tấm thân ngọc dưới nấm mồ lặng lẽ, Người thì lên thuyền một mình trên sông dài xa xăm. Trời không thể hỏi được, chỉ đen mịt mù. Trăng vốn vô tình cứ tròn vành vạnh, Còn nhớ lần đi về từ Thanh Hoa, Mới ngày nào còn cùng chuyện trò trên thuyền vui vẻ. |

## Sách tham khảo
- Nhiều người soạn, Từ điển Văn học (bộ mới). Nhà xuất bản Thế giới, 2004.
- Trần Thị Băng Thanh, Ngô Thì Sĩ. Nhà xuất bản Hà Nội, 1987.